# Stone Temple Pilots
Stone Temple Pilots (zkráceně STP) je populární hard rocková/heavy metalová/grungeová kapela 90. let pocházející ze San Diega, jejímiž původními členy jsou Robert DeLeo, Dean DeLeo, Eric Kretz a Scott Weiland. Kapela je stále aktivní, vokálních povinností se ujal bývalý soutěžící X-factoru, Jeff Gutt.
Kapela se zpočátku orientovala spíše ke stylu grunge, jejich první album, Core (1992), je dodnes považováno za jedno ze stěžejních nahrávek tohoto stylu. Ačkoliv byla kapela kritiky ze začátku odsuzována jako kopie slavnějších Pearl Jam, jejich druhý počin, Purple (1994), se dočkal obrovského úspěchu mezi kritiky a fanoušky. Taktéž úspěšné bylo jejich třetí album, nazvané Tiny Music, Songs from the Vatican Giftshop (1996), ve kterém se kapela ponořila i do bizarnějších žánrů, jako například neo-psychedelia nebo bossa nova. Po vydání Tiny Music v kapele rostly tenze a zpěvák a textař Weiland kapelu na dobu opustil, aby se vypořádal se svou závislostí na heroinu. Weiland se ke kapele přidal znova v roce 1999, kdy vychází "typické rockové album" s názvem No. 4. Své páté album, Shangri-La Dee Da, původní sestava STP vydává v roce 2001. Toto album již nebylo tak komerčně úspěšné a kapela se rozpadla v roce 2002. Scott Weiland s bývalými členy Guns N' Roses sestavil superskupinu Velvet Revolver, bratři DeLeovi pak s Richardem Patrickem ze skupiny Filter tvoří skupinu Army of Anyone. Bubeník Eric Kretz se v tomto období připojil ke skupině Spiralarms.

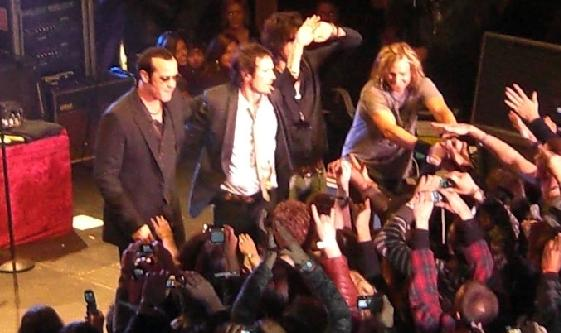
Stone Temple Pilots

V roce 2008 skupina obnovila svou činnost. Následovalo turné, v průběhu kterého byli Stone Temple Pilots headlinery několika významných festivalů a jiných hudebních událostí. V květnu 2010 vydali album, které dostalo název shodný se jménem kapely – Stone Temple Pilots. 27. února 2013 byl z kapely opět vyhozen zpěvák Scott Weiland a v květnu ho nahradil zpěvák Linkin Park Chester Bennington. Na prvním společném vystoupení zahráli novou píseň Out of Time. S Benningtonem kapela vydává EP s názvem High Rise (2013). Bennington po dvou letech kapelu v roce 2015 opustil, aby se mohl víc soustředit na hudbu Linkin Park.
Scott Weiland se v mezidobí věnoval své kapele The Wildabouts, se kterou vydal album Blaster. Na turné podporující toto album Weiland zemřel 3. prosince 2015, když se omylem předávkoval kombinací alkoholu a prášků na spaní, když kapela stavěla v Bloomingtonu ve státě Minnesota. Zbývající členové STP po jeho smrti veřejně poděkovali Weilandovi za jeho kontribuce.
V roce 2017 STP oznámili, že novým zpěvákem skupiny po odchodu Benningtona (který později zemřel v roce 2017) a smrti Weilanda bude Jeff Gutt, se kterým kapela téhož roku vydává single Meadow a v roce 2018 celé album, opět nazvané Stone Temple Pilots. V roce 2020 se mohou fanoušci těšit na nové album s názvem Perdida, jehož první singl, Fare Thee Well, vychází 2. prosince 2019, jeden den před čtvrtým výročím smrti původního zpěváka Scotta Weilanda. Perdida má být album orientované především akusticky, kompletní s flétnovým sólem.

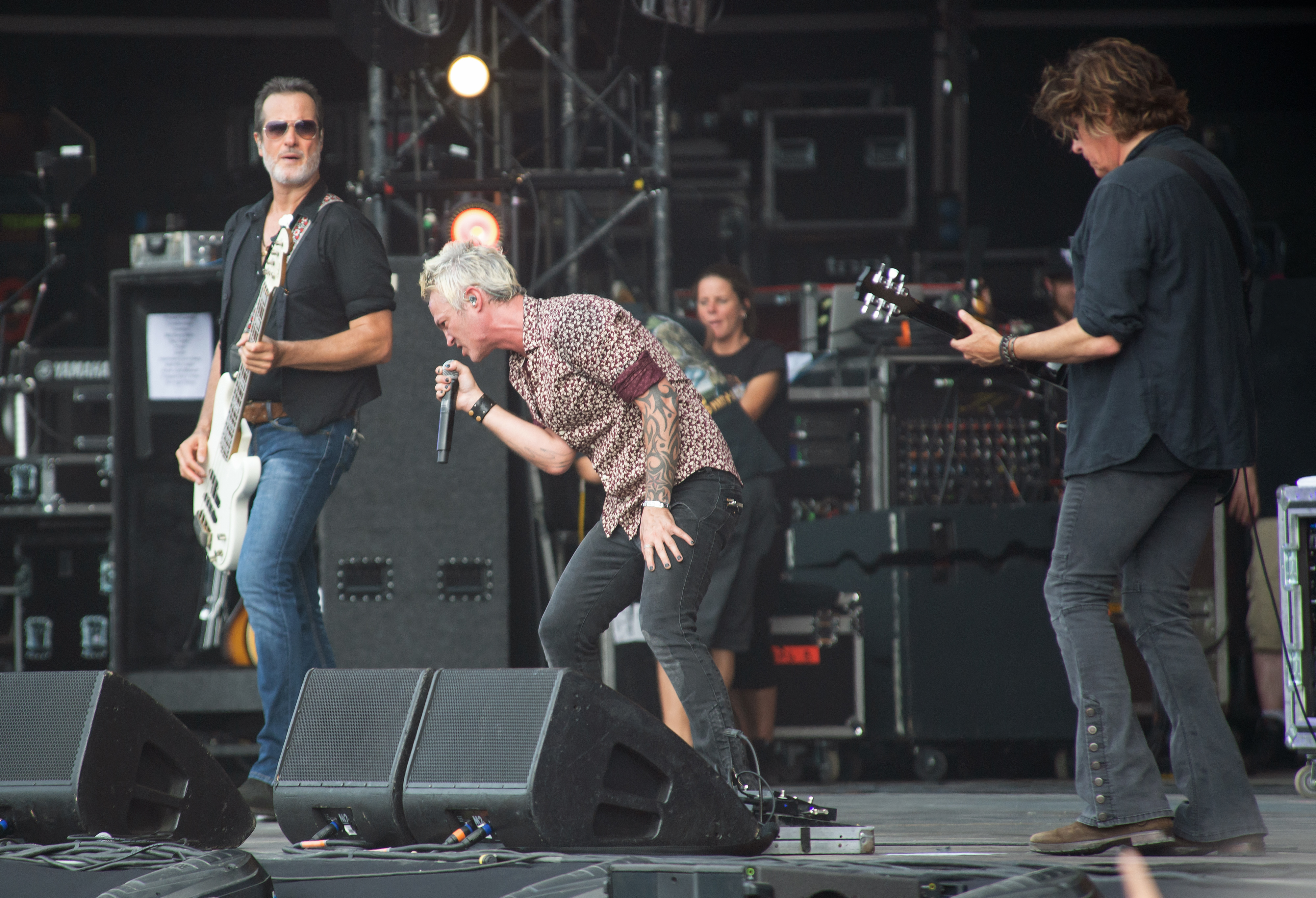
Stone Temple Pilots s novým zpěvákem, Jeffem Guttem

STP prodali asi 17 milionů kopií svých alb a patnáct jejich singlů se umístilo na žebříčku US Mainstream Rock, šest z nich na prvním místě. Album Purple se umístilo na prvním místě amerického žebříčku. STP v roce 1994 získali Grammy za nejlepší hard rockový vokální výkon („Best Hard Rock Performance with Vocal“) za píseň Plush. Vedle původního materiálu nahráli STP coververze písní od Led Zeppelin, The Doors, nebo The Beatles.

## Členové
- Robert DeLeo – baskytara, doprovodný zpěv (1989–2003, 2008–současnost)
- Dean DeLeo – kytara (1989–2003, 2008–současnost)
- Eric Kretz – bicí (1989–2003, 2008–současnost)
- Jeff Gutt – zpěv (2017–současnost)

## Bývalí členové
- Scott Weiland – zpěv (1986–2003, 2008–2013), zemřel 2015
- Chester Bennington – zpěv (2013–2015), zemřel 2017

## Diskografie

### Studiová alba
- Core (1992)
- Purple (1994)
- Tiny Music... Songs from the Vatican Gift Shop (1996)
- No. 4 (1999)
- Shangri-La Dee Da (2001)
- Stone Temple Pilots (2010)
- Stone Temple Pilots (2018)
- Perdida (2020)